# Chess.com
Chess.com – internetowy serwis szachowy, będący jednocześnie e-gazetą i serwisem społecznościowym. Oparty jest na modelu freemium, w którym zaawansowane funkcje są dostępne po wykupieniu wersji premium. Jest jednym z największych serwisów szachowych na świecie. Serwis był notowany w rankingu Alexa na miejscu 194 (luty 2022).

## Historia
Początkowo domena chess.com została wykupiona przez kalifornijską firmę Aficionado i zarejestrowana pod nazwą „Chess Mentor”. W czerwcu 2007 roku stała się serwisem szachowym, gdzie można było grać online. Dwa lata później firma scaliła się z chesspark.com, a w 2013 roku wykupiła chessvibes.com. Na początku 2021 roku był największym portalem szachowym na świecie. Pod koniec 2022 roku chess.com przejął Play Magnus Group, wiodącą firmę z sektora rozrywki i edukacji szachowej. Chess.com zabrania graczom korzystania z silników szachowych i zatrudnia sześciu moderatorów pilnujących przestrzegania tej zasady. W 2022 roku Rosja zablokowała możliwość korzystania z serwisu chess.com, z powodu rzekomego podawania przez serwis fałszywych informacji na temat inwazji na Ukrainę. Wcześniej chess.com zablokował konto Siergieja Kariakina, za jego poparcie dla wojny.

## Turnieje i wydarzenia

### Speed Chess Championship
Od 2016 roku Chess.com corocznie organizuje Speed Chess Championship, w których biorą udział najsilniejsi szachiści na świecie. Do roku 2023 Hikaru Nakamura zdobył pięć tytułów mistrzowskich, podczas gdy Magnus Carlsen trzy.
Najważniejsze elementy formuły turnieju:
- 16 uczestników rozgrywa turniej systemem pucharowym
- Mecze składają się z trzech segmentów:
  - 90 minut – tempo 5+1
  - 60 minut – tempo 3+1
  - 30 minut – tempo 1+1.
- Mecz wygrywa gracz z największą liczbą punktów.
- W przypadku równej liczby punktów wygrywa zwycięzca dogrywki.

#### Medaliści Speed Chess Championships
| Lp. | Rok  | Złoto           | Srebro                 | Final – wynik | Fundusz nagród |
| --- | ---- | --------------- | ---------------------- | ------------- | -------------- |
| 1   | 2016 | Magnus Carlsen  | Hikaru Nakamura        | 14.5–10.5     | $40,000        |
| 2   | 2017 | Magnus Carlsen  | Hikaru Nakamura        | 18–9          | $50,000        |
| 3   | 2018 | Hikaru Nakamura | Wesley So              | 15.5–12.5     | $55,000        |
| 4   | 2019 | Hikaru Nakamura | Wesley So              | 19.5–14.5     | $50,000        |
| 5   | 2020 | Hikaru Nakamura | Maxime Vachier-Lagrave | 18.5–12.5     | $100,000       |
| 6   | 2021 | Hikaru Nakamura | Wesley So              | 23–8          | $100,000       |
| 7   | 2022 | Hikaru Nakamura | Magnus Carlsen         | 14.5–13.5     | $100,000       |
| 8   | 2023 | Magnus Carlsen  | Hikaru Nakamura        | 13.5–12.5     | $150,000       |

### Mistrzostwa w Szachach Dziennych
Mistrzostwa w Szachach Dziennych (en. Daily Chess Championship) rozgrywane są od 2018 roku. Formuła zawodów jest zbliżona do rozgrywek w szachach korespondencyjnych. Turniej składa się z czterech lub pięciu rund. Zawodnicy są dzieleni na 12-osobowe grupy i tylko zwycięzcy awansują do kolejnej rundy. Rozgrywki od pierwszej edycji cieszą się ogromną popularnością. W 2024 do turnieju przystąpiło ponad 60,000 szachistów.